# Ströden
Ströden (auch: Streden) ist der Name eines Einzelhofes in der Gemeinde Prägraten am Großvenediger. Ströden wird zur Fraktion Hinterbichl gezählt und ist der westlichste, dauerbesiedelte Punkt der Gemeinde Prägraten am Großvenediger.

## Geographie
Ströden liegt am westlichen Ende des Virgentals bzw. an dessen Schnittpunkt mit dem Umbaltal und dem Maurertal. Der Ort besteht aus einem Wohnhaus sowie den zugehörigen Nebengebäuden und einer Kapelle. In nächster Nähe befindet sich auch der Parkplatz Ströden, der den Endpunkt des öffentlich befahrbaren Teil des Virgentals darstellt. Von hier aus führen Wanderwege nach Norden zur Essener-Rostocker-Hütte, nach Westen zur Clarahütte und nach Süden zur Neuen Reichenberger Hütte.

## Geschichte
Die Hof Ströden wurde von der Statistik Austria lange Zeit nicht eigens genannt, sondern bei Hinterbichl miteingerechnet. Erst im Zuge der Volkszählung 1951 wurde Ströden mit einem Wohnhaus und sechs Bewohnern extra angegeben. Ströden bestand auch in der Folge immer aus einem Wohnhaus, wobei für das Jahr 1961 ebenfalls sechs Einwohner, für das Jahr 1971 zehn Einwohner und 1981 neun Bewohner ausgewiesen wurden.

## Bauwerke

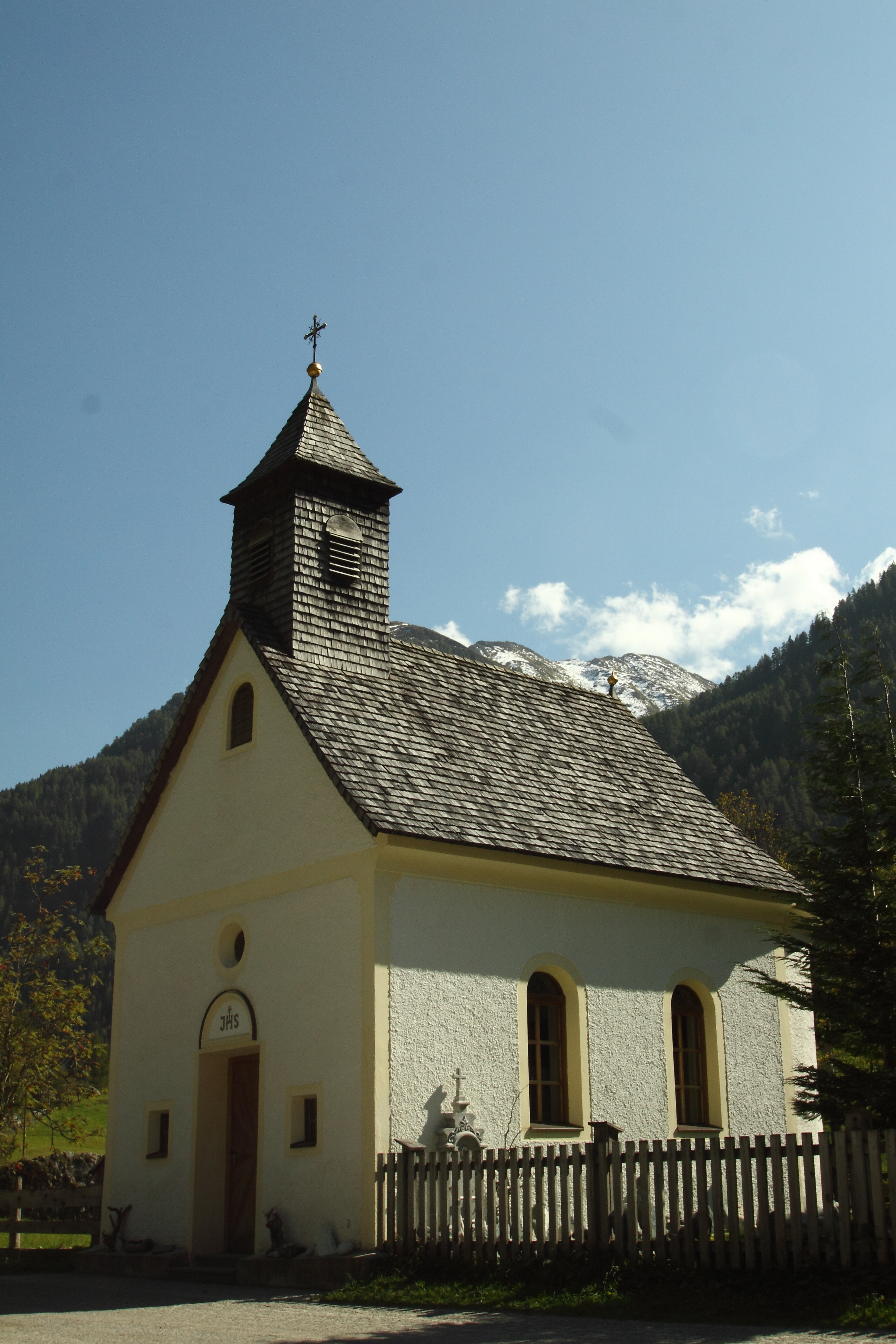
Herz-Jesu-Kapelle

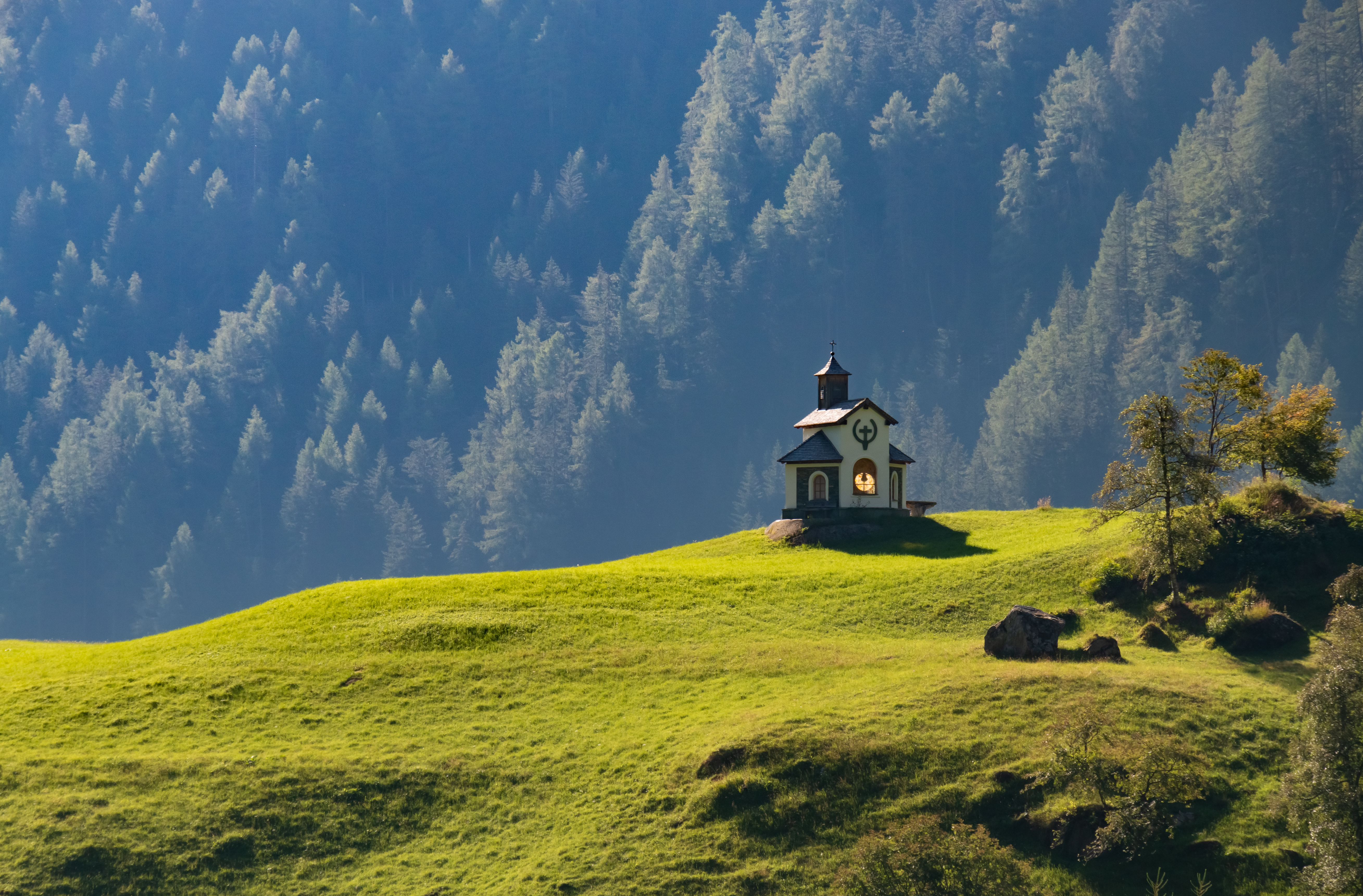
Die 2015 geweihte Hubertuskapelle

Kulturhistorisch ist vor allem die denkmalgeschützte Herz-Jesu-Kapelle aus dem Ende des 19. Jahrhunderts von Bedeutung. Sie wurde 1893 von Lenz und Lois Raffer errichtet und 1895 geweiht.